# Список автовиробників Китаю
Це список функціонуючих і ліквідованих виробників автомобілів Китаю.
- Baojun
- Baolong (1998-теперішній час)

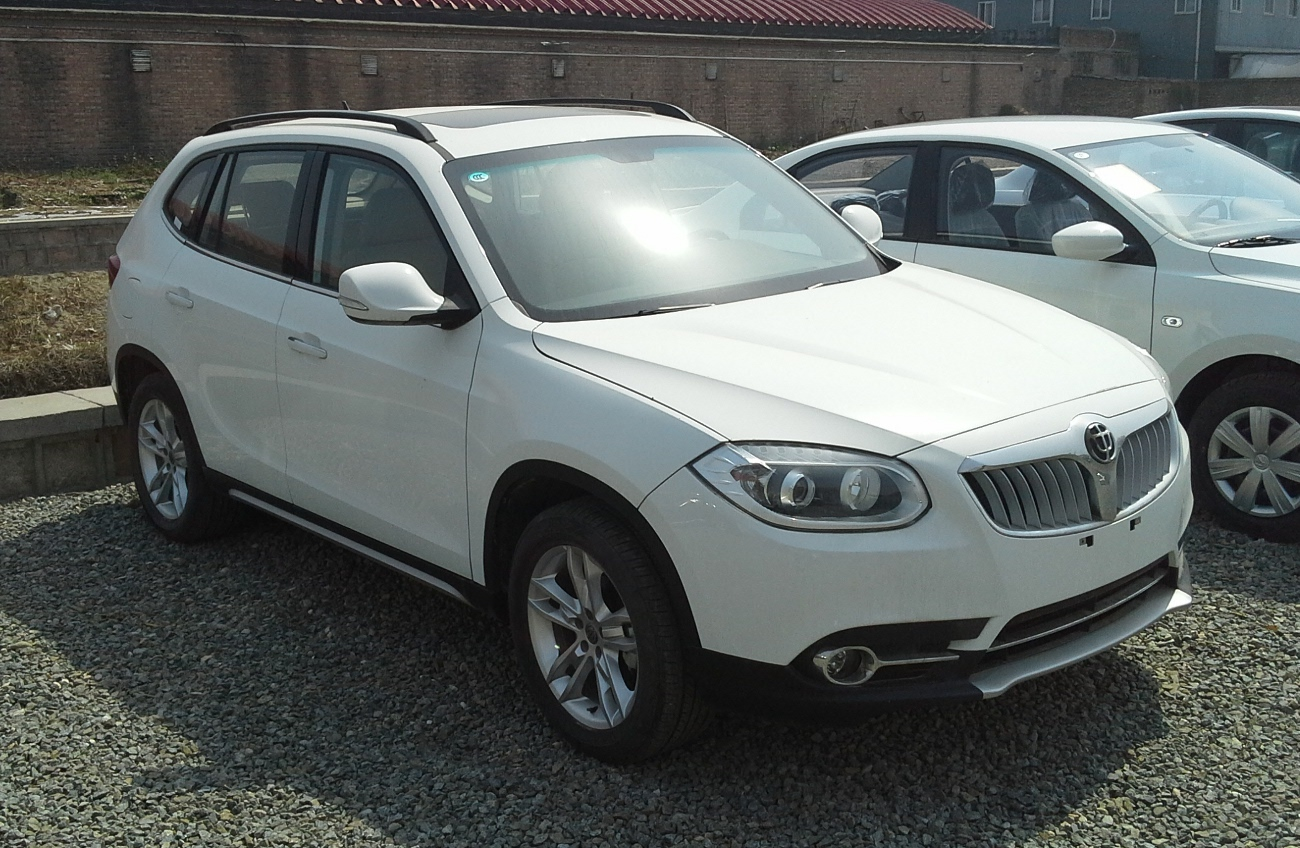
Brilliance V5

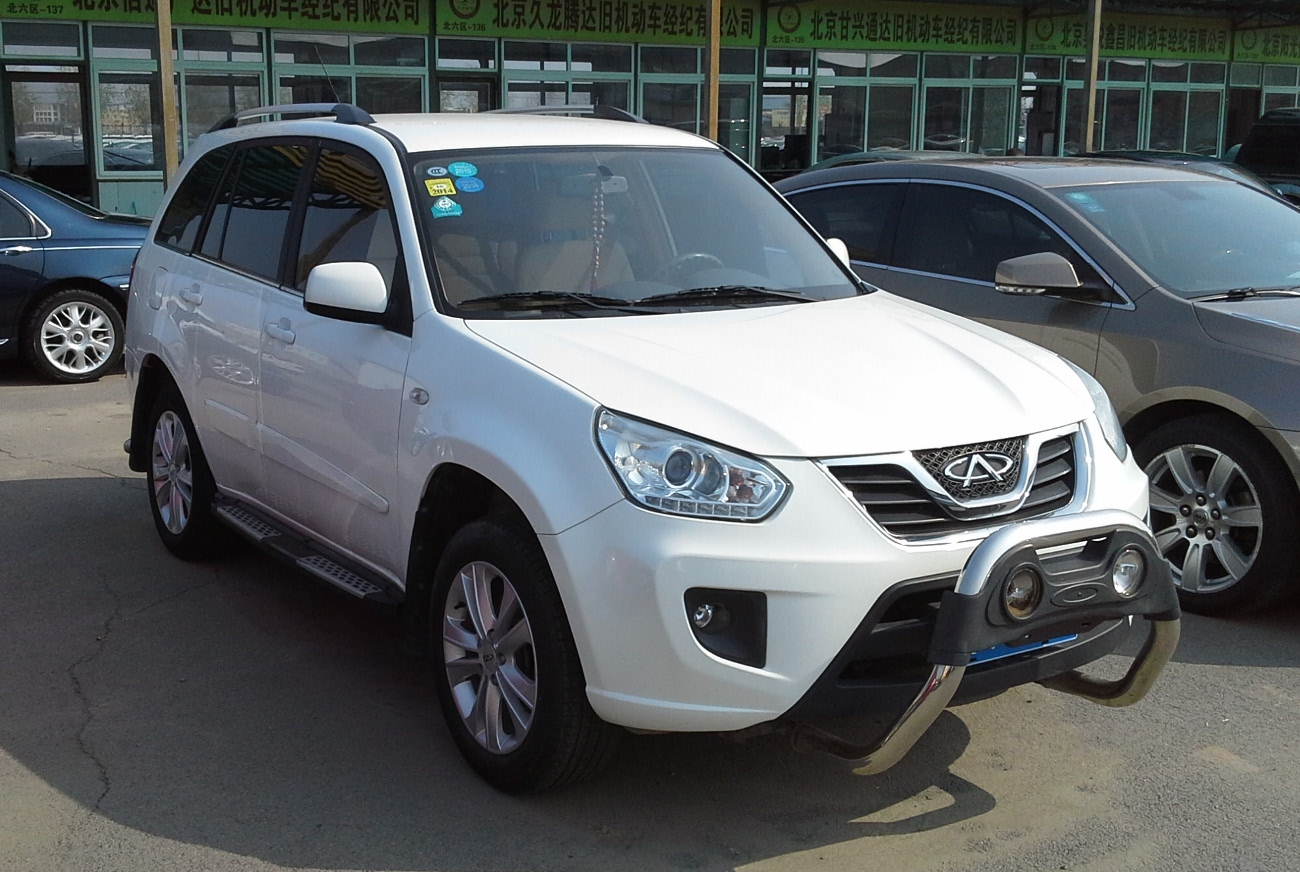
Chery Tiggo

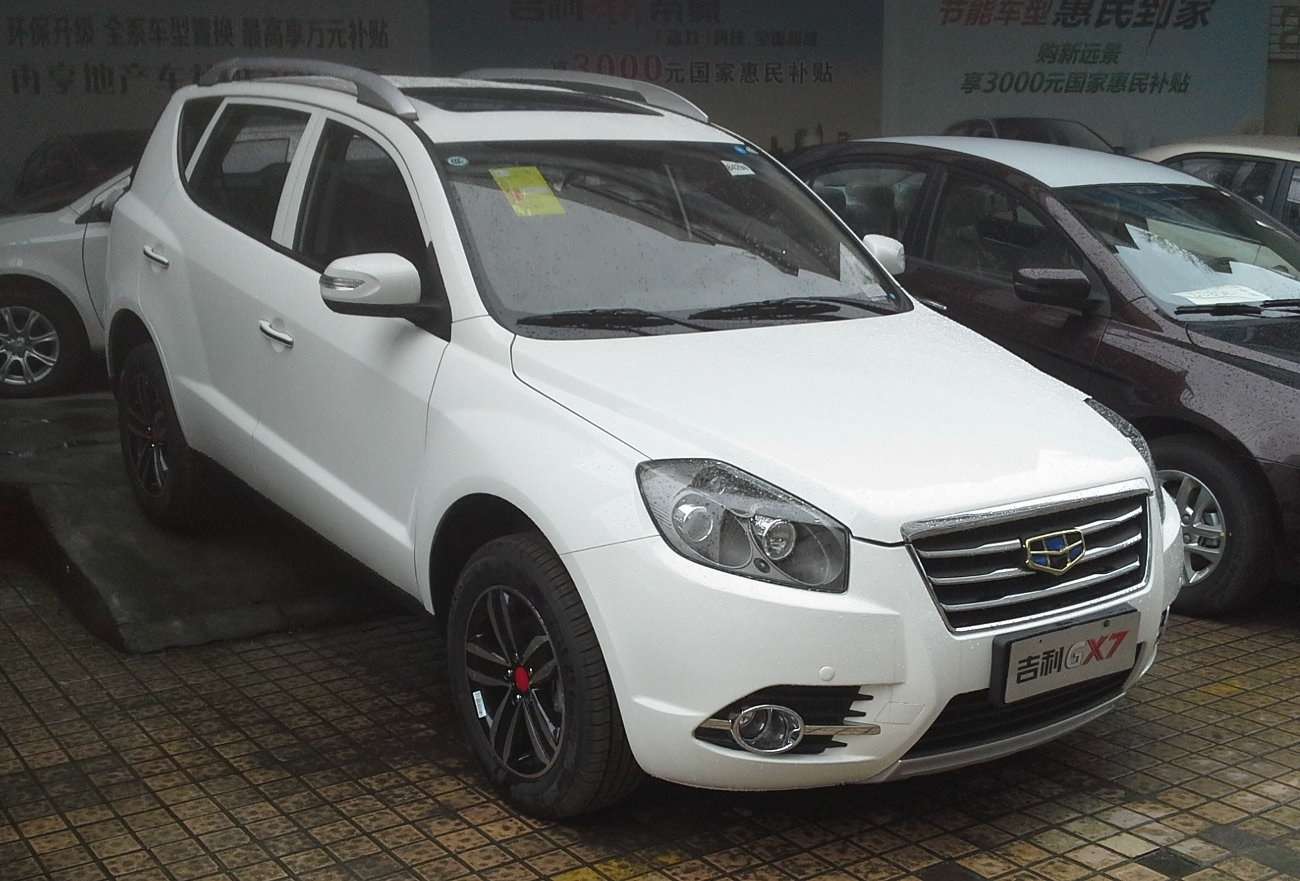
Geely GX7

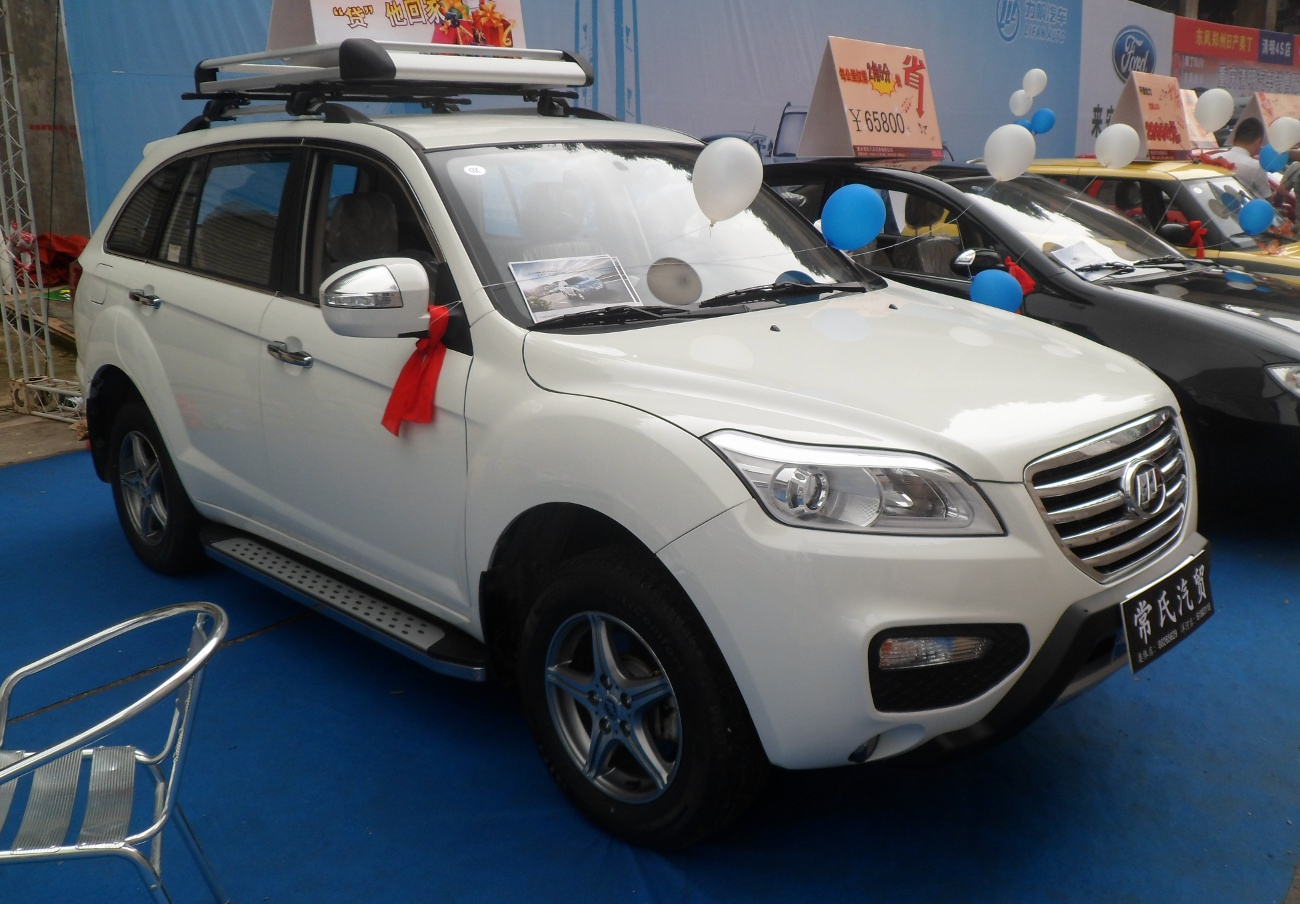
Lifan X60

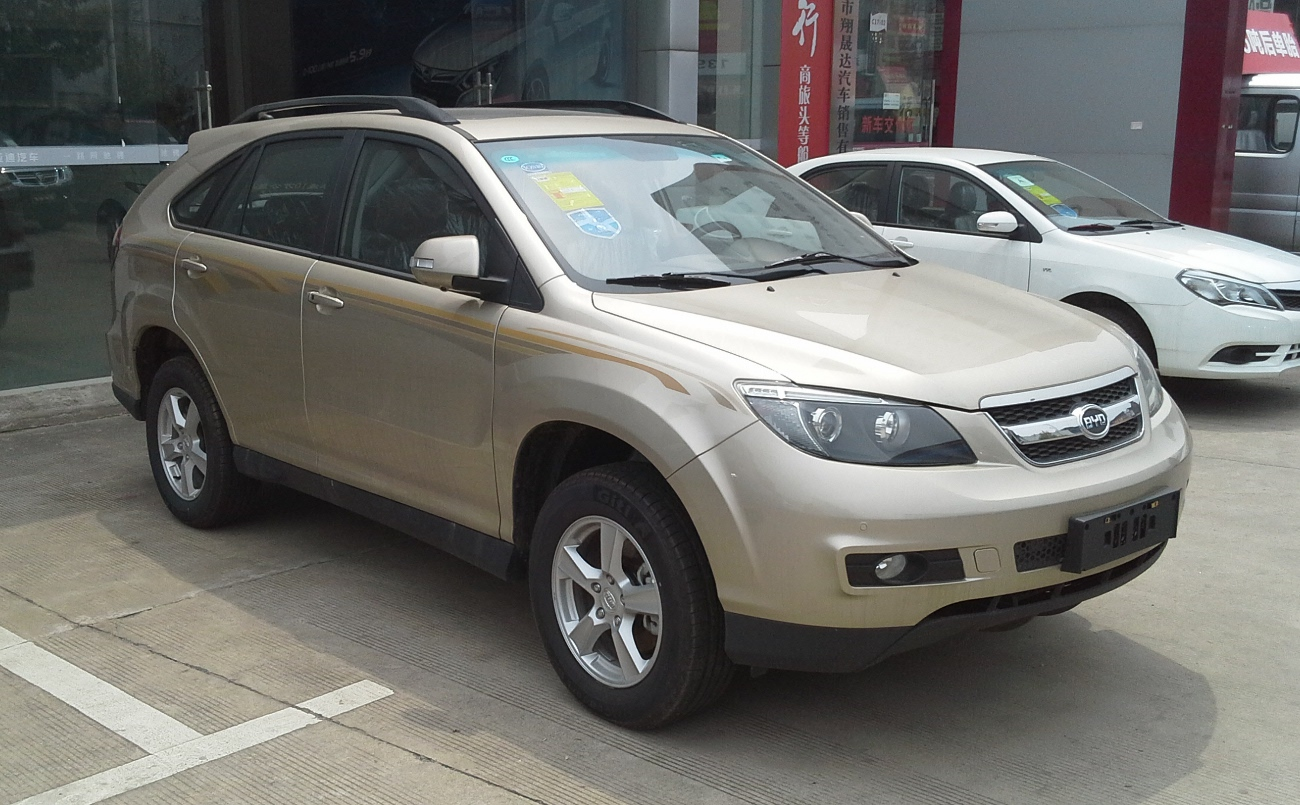
BYD S6

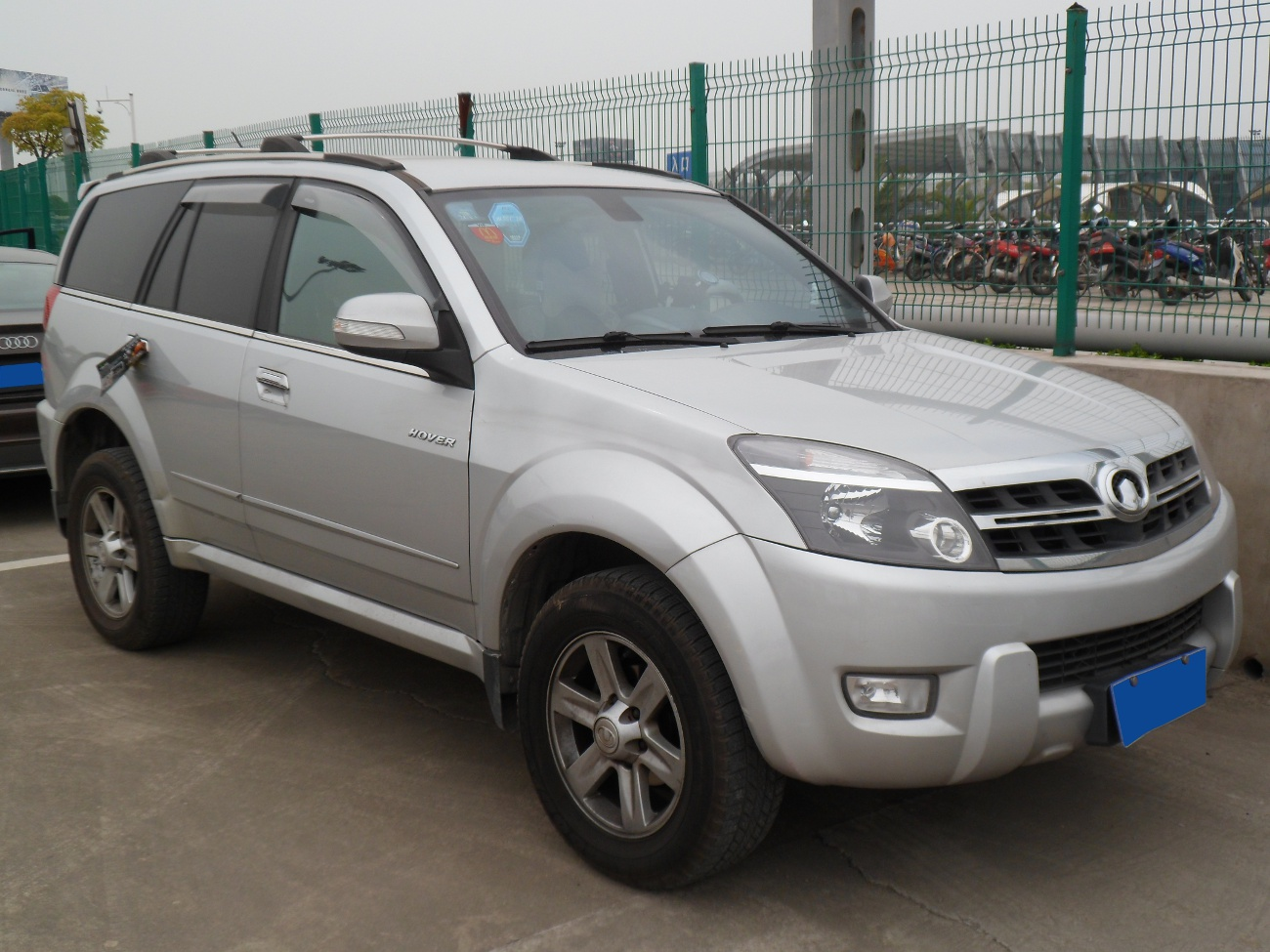
Great Wall Hover

- Beijing Automotive Industry Holding
  - Beijing Automobile Works (1958-теперішній час)
- BYD Auto (2003-теперішній час)
- Chang'an/Chana (1990-теперішній час)
  - Changhe (1986-теперішній час)
  - Hafei
- Chery (Qirui) (1997-теперішній час)
- Dadi
- Dongfeng (1969-теперішній час)
- First Automobile Works (FAW) (1953-теперішній час)
  - Haima Automobile (2004-теперішній час)
  - Hongqi (Red Flag) (1958-теперішній час)
  - Huali
  - FAW Tianjin (Xiali) (1986-теперішній час)
- Forta
- Foton (2003-теперішній час)
- Fudi (1996-теперішній час)
- Fukang (1990-теперішній час)
- Fuqi
- Fuxing (1994-1998)
- Geely (Jili) (1998-теперішній час)
  - Zhejiang Geely Automobile
  - Shanghai Maple Guorun Automobile (2003-2010)
- Gonow (2003-теперішній час)
- Great Wall Motors (1976-теперішній час)
- GAC Group (2000-теперішній час)
  - Changfeng Motor
    - Liebao

  - Guangqi Honda
    - Everus
- Guizhou/Yunque
- Hawtai (Huatai)
- Huachen (Brilliance)
  - Jinbei (1992-теперішній час)
  - Zhonghua (1985-теперішній час)
- Huali
- Huayang
- Jianghuai (JAC) (1999-теперішній час)
- Jiangling (JMC) (1993-теперішній час)
  - Landwind
- Jiangnan (1988-теперішній час)
- Zhejiang Jonway Automobile (2005-теперішній час)
- Lifan (2005-теперішній час)
- Li Nian (Everus) (2010-теперішній час)
- New Power:
  - Zhong Tai
- Shaanxi Automobile Group
- SAIC Motor
  - Liming (1996-1999)
  - Roewe (2006-теперішній час)
  - Wuling (1958-теперішній час)
  - Nanjing Automobile Corporation (NAC) (1947-теперішній час)
    - Nanjing Soyat (2004-теперішній час)
    - Yuejin (1995-теперішній час)
- Shanghai Maple Guorun Automobile (2003-теперішній час)
- Sichuan Tengzhong
- Shuanghuan (1998-теперішній час)
- Shuguang Group (Huanghai Bus)
- Soueast Motors/Dongnan
- Tianma (Heavenly Horse) (1995-теперішній час)
- Tongtian (2002-теперішній час)
- Xinkai (1984-теперішній час)
- Youngman (2001-теперішній час)
- Yutong Group
- Polarsun Automobile (Zhongshun) (2004-теперішній час)
- Zhongxing (Zxauto) (1991-теперішній час)
- Zhongyu (2004-теперішній час)
- Zotye (2005-теперішній час)

## Найбільші 10 виробників (2011)
Джерело: 
Китайські авто: 
1. Beijing Automotive Group
2. Chery
3. BYD
4. Guangzhou Automobile
5. SAIC Motor
6. Dongfeng Motor Corporation
7. First Automobile Works
8. Chang'an Motors
9. Brilliance China Auto
10. Jianghuai Automobile